# Histoire d'une déchéance
Histoire d'une déchéance est une nouvelle (Geschichte eines Untergangs, publiée en 1910) de l'écrivain autrichien Stefan Zweig. Elle est publiée pour la première fois en français en 1992, au sein du recueil Un mariage à Lyon, dans une traduction d'Hélène Denis. 

## Résumé de la nouvelle
Paris, Courbe-Épine, durant le règne de Louis XV. Madame de Prie, maîtresse du duc de Bourbon, tombe en disgrâce et se trouve obligée de se retirer en Normandie. De là, elle échafaude de multiples plans pour préparer son retour triomphal à Paris où, pense-t-elle, son pouvoir passé est toujours craint. Cependant, ce retour en gloire vient à tarder… Cette femme, maîtresse dans l'art de la dissimulation et intrigante émérite de la cour du roi, a bien du mal à s'adapter à sa retraite, semblable à une pastorale de Versailles, la durée en plus.
Elle constate bientôt que sa disgrâce se mue en exil. Le sourire menaçant du comte de Belle-Isle, l'attribution de ses anciennes fonctions à Madame de Caulaincourt, les rares nouvelles de Paris arrivant par lettre uniquement et ne faisant jamais référence à sa personne, la torturent. Elle écrit donc de nombreuses lettres à ses protecteurs ou à ses ennemis, espérant ainsi obtenir d'eux moyen de revenir à Paris : Louis XV, Marie Leczinski, Voltaire sont sollicités, en vain.
Sombrant peu à peu dans la dépression et la folie, Madame de Prie décide de réussir sa sortie. Pour cela, elle convoque de grandes fêtes en sa retraite de Normandie, les invités se pressant afin de s'amuser et d'oublier ainsi la banqueroute de Law dont ils viennent de faire les frais. Mais la fin de la belle saison approchant, elle se donne un terme, le 7 octobre. Elle donne quelques jours auparavant la plus belle fête qu'elle puisse inventer, sur le thème des Mille et Une Nuits. Elle se met en scène dans une pièce où elle annonce sa mort, quelques jours plus tard. Ce qu'elle finira par exécuter, se suicidant, espérant ainsi laisser son image dans l'Histoire de France.

## Éditions françaises
- Un mariage à Lyon, recueil de six nouvelles de Stefan Zweig. Traduction (1992) par Hélène Denis.  (ISBN 978-2-253-13893-8).

## Adaptation cinématographique
- Pierre Granier-Deferre, La Dernière Fête, 1996, téléfilm avec Charlotte Rampling dans le rôle de la Marquise de Prie.